# أرتور أفاهيميان
أرتور أفاهيميان (بالأوكرانية: Артур Самвелович Авагімян)‏؛ من مواليد 16 يناير 1997) هو لاعب خط وسط كرة قدم أوكراني من أصل أرميني يلعب في نادي أوليكساندريا.